# ISO 3166-2:CF
ISO 3166-2:CF est le code des subdivisions de la République centrafricaine dans la codification ISO 3166-2.

## Subdivisions (17)
16 préfectures et une commune autonome.
```
CF-BB  
Bamingui-Bangoran

CF-BGF 
Bangui

CF-BK  
Basse-Kotto

CF-KB  
Nana-Grébizi

CF-HK  
Haute-Kotto

CF-HS  Haute-Sangha / 
Mambéré-Kadéï

CF-HM  
Haut-Mbomou

CF-KG  Kémo-Gribingui / 
Kémo

CF-LB  
Lobaye

CF-MB  
Mbomou

CF-NM  
Nana-Mambéré

CF-MP  
Ombella-M'Poko

CF-UK  
Ouaka

CF-AC  
Ouham

CF-OP  
Ouham-Pendé

CF-SE  
Sangha-Mbaéré

CF-VK  
Vakaga
```